# Fred Zinnemann
Fred Zinnemann (29. april 1907–14. marts 1997) var en østrigsk–amerikansk filminstruktør.

## Filmografi
- Det syvende kors (The Seventh Cross, 1944)
- Et barn eftersøges (The Search, 1948)
- Stækkede vinger (The Men, 1951)
- Sheriffen (High Noon, 1952)
- Herfra til evigheden (From Here to Eternity, 1953)
- Oklahoma (Oklahoma, 1955)
- Narkomanen (A Hatful of Rain, 1957)
- Nonnen (The Nun's Story, 1959)
- Fjerne horisonter (The Sundowners', 1960)
- - og så kom hævnens time (Behold a Pale Horse, 1964)
- Mand til alle tider (A Man for All Seasons, 1966)
- Sjakalen (The Day of the Jackal, 1973)
- Julia (Julia, 1977)
- Bjergbestigeren (Five Days One Summer, 1982)